# Charlotte Turner Smith
Pour les articles homonymes, voir Turner et Smith.

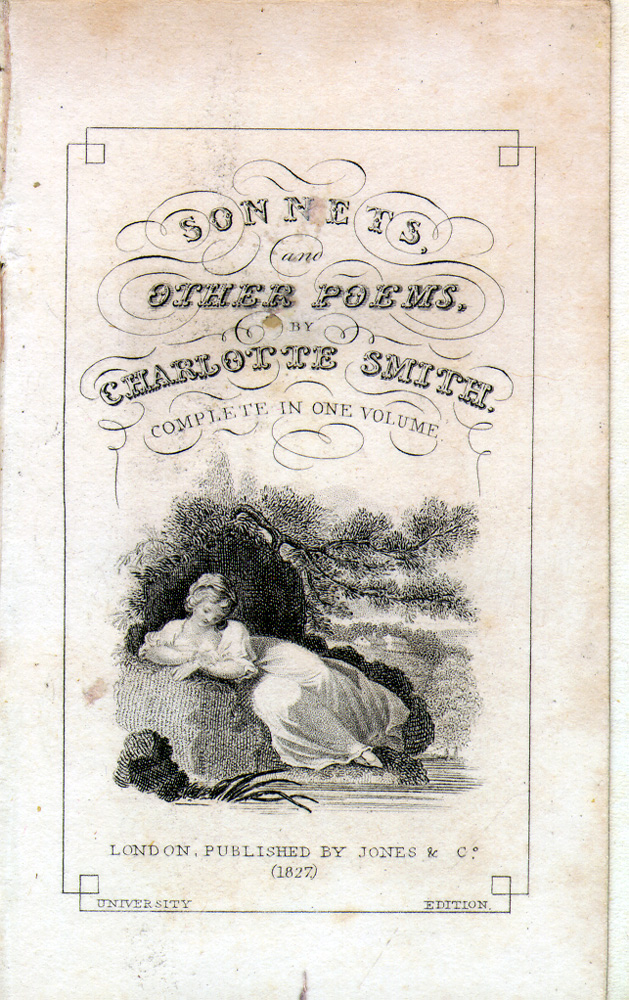
Couverture de Sonnets and Other Poems, paru en 1827.

Charlotte Turner, dite Charlotte Smith (4 mai 1749 - 28 octobre 1806) est une poétesse et romancière anglaise dont on cite l'influence sur Jane Austen et Charles Dickens. Comme poétesse elle est classée parmi les précurseurs des romantiques anglais. Plus difficile à définir comme romancière, elle est souvent considérée comme une autrice de romans gothiques, mais elle était très intéressée par les problèmes sociaux et politiques, suivant notamment de très près les événements en France au moment de la Révolution.

## Biographie
Charlotte Turner, est née en mai 1749 à Londres dans un milieu aisé. Elle reçoit une éducation typique de jeune fille dans une famille aisée de la fin du XVIIIe siècle. Son enfance est marquée par la mort précoce de sa mère (probablement en donnant naissance à Catherine) et les dépenses inconsidérées de son père,. Elle grandit dans le sud de l'Angleterre et est mariée à 15 ans à Benjamin Smith, un homme violent, infidèle et prodigue, fils d'un riche négociant. Il est bientôt ruiné et en 1783, Charlotte se retrouve pendant plusieurs mois en prison pour dettes aux côtés de son mari.
C'est alors qu'elle décide de faire publier certains de ses poèmes dans l'espoir de subvenir aux besoins d'une famille qui commence à s'agrandir. Le recueil des Sonnets élégiaques (Elegiac Sonnets) paraît en 1784 et remporte un succès immédiat. Charlotte exprime ses pensées sous forme de sonnets, contribuant à la renaissance d'une forme qui avait disparu depuis le milieu du XVIIe siècle. Sa poésie, célèbre pour ses accents de tristesse et de mélancolie, ne cesse de croître dans la faveur du public. Les Sonnets élégiaques connaissent plusieurs éditions et influencent des poètes romantiques tels que William Wordsworth et Samuel Taylor Coleridge.
En 1787, Charlotte Turner Smith, fatiguée d'être trompée et pauvre, se sépare de son mari. Elle se lance dans l'écriture de romans pour faire vivre sa famille. Elle écrit à un rythme remarquable : Emmeline ou l'Orpheline du château paraît en 1788, Éthelinde ou la Recluse du lac en 1789, puis suivent Célestine ou la Victime des préjugés (1791), Desmond ou l'Amant philanthrope (1792) et Le Testament de la vieille cousine (The Old Manor House, 1793), son œuvre la plus connue. Certaines de ses oeuvres sont saluées par Walter Scott ou encore Jane Austen.
Admiratrice de la Révolution française à ses débuts, Smith apprécie Mary Wollstonecraft, l'auteur de Défense des droits de la femme (A Vindication of the Rights of Woman). D'après le mari de Wollstonecraft, William Godwin, le salon de Charlotte Smith devient le rendez-vous des intellectuels radicaux dans les années 1790. Charlotte Smith ne tarde pas à les suivre dans leur critique de l'autoritarisme jacobin. Un poème en vers libres, The Emigrants (1791), décrit la situation du clergé et de la noblesse émigrés qui a trouvé refuge dans la campagne du Sussex. Ayant elle-même du s'exiler pour fuir les créanciers de son époux, elle est sensible à leur situation précaire. Sans cacher les injustices dont les émigrés se sont jadis rendus coupables envers les pauvres, elle condamne la dérive sanglante de la Révolution. Elle commence sa carrière de romancière à une époque où l'on attend des romans féminins qu'ils se concentrent sur la romance et sur « une héroïne chaste et sans défaut soumise à des détresses mélodramatiques répétées jusqu'à ce qu'elle soit réintégrée dans la société par le héros vertueux ». Ses romans contiennent des personnages et des événements autobiographiques, ses récits montrent aussi « l'exploitation juridique, économique et sexuelle » des femmes par les lois sur le mariage et la propriété.
Fin octobre 1806, Charlotte Turner Smith s'éteint à Tilford, près de Farnham dans le Surrey,. L'éditeur radical Joseph Johnson publie un recueil à partir de ses manuscrits inédits sous le titre Beachy Head and Other Poems (1807). Le poème mélancolique éponyme, en vers libres, témoigne toujours de son intérêt pour la politique, mais aussi de ses connaissances en matière de botanique et de géologie, et se termine sur la peinture sentimentale de la mort d'un poète.

### Romans
- Emmeline ou l'Orpheline du château (Emmeline, or The Orphan of the Castle, 1788)
- Éthelinde ou la Recluse du lac (Ethelinde, or the Recluse of the Lake, 1789)
- Célestine ou la Victime des préjugés (Celestina, 1791) traduit par Mme de Rome, édité en 1795 par F. Buisson.
- Desmond ou l'Amant philanthrope (Desmond, 1792) traduit par L.C.D., édité en 1793 par Henné.
- Le Testament de la vieille cousine (The Old Manor House, 1793) traduit par Hortense de Céré-Barbé (1766-18..) et Mathieu-Guillaume-Thérèse Villenave (1762-1846), édité en 1816 par Claude-François Guédon.
- The Wanderings of Warwick (1794)
- Le Proscrit (The Banished Man, 1794), traduit par Louis-Antoine Marquand, Paris, Jean-Baptiste-Étienne-Élie Lenormand, 1803 ;
- Montalbert (1795)
- Marchmont (1796)
- The Young Philosopher (1798)

### Poèmes
- Elegiac Sonnets (1784)
- The Emigrants (1793)
- Beachy Head and Other Poems (1807)

### Romans d'apprentissage
- Rural Walks (1795)
- Rambles Farther (1796)
- Minor Morals (1798)
- Letters Of A Solitary Wanderer (1800)
- Conversations Introducing Poetry (1804)

## Textes en ligne

### Poésie
- (en) Huge Vapours Brood Above the Clifted Shore
- (en) Elegiac Sonnets
- (en) The Emigrants
- (en) Beachy Head; With Other Poems

### Roman
- (en) The Old Manor House

### Cours en ligne
Le professeur Jacqueline Labbe (Warwick University, Angleterre) à propos de la vie et de l'œuvre de Charlotte Smith.
- (en) Charlotte Turner Smith I
- (en) Charlotte Turner Smith II
- (en) Charlotte Turner Smith III